# Țările de Jos la Concursul Muzical Eurovision Junior 2008
Concursul Junior Songfestival pentru preselecția formației care să reprezinte Țările de Jos la Eurovision Junior 2008 a avut loc pe 4 octombrie 2008.

## Înscrieri
Țările de Jos este urmatoarea tara care isi lanseaza preselectia Eurovision Junior 2008.Timpul limita pentru depunerea intrarilor a fost 9 Aprilie.Puteau sa-si inscrie cantecele pe CD si DVD sau online.
Dupa 2 zile de auditie in Rhenen erau 17 concurenti.Doar 10 dintre acestia vor merge in semi-finale.
Semi-finalistii sunt:
- Lauren-Denk eens aan een ander
- Paola en Claudia-De Dansmena
- Delano-Doe je ding nu
- Rick-Meisje van mijn dromen
- Marissa-Een dag is te kort
- Roufaida-Vandaag
- Melissa-Als ik in de lucht kijk
- Teuntje-Geef me mijn droom
- Rose-Anne,Dilara,Yasmin en Robin-Musical
- Suzanne-Strijd

Eliminatii sunt:
- Regilio en Xavier-Feestje
- Yenny-Je kunt zijn wat je wil
- Eva,Naomi en Victoria-Positief
- Asjera-Als de wereld de hemel was
- Elisa-Geloof in jezelf
- Krista en Puck-Iedereen gelijk
- Lincy en Lisa-Het dak eraf

### Semi-finala 1
Prima semi-finala va avea loc pe 20 Septembrie.
| Locul | Cântec                  | Artist  | Puncte | Juriu copii | Juriu | Televoting |
| 01    | Strijd                  | Suzzane | 33     | 12          | 9     | 12         |
| 02    | Als ik in de lucht kijk | Melissa | 30     | 10          | 10    | 10         |
| 03    | Musical                 | RReADY  | 28     | 7           | 12    | 9          |
| 04    | Denk eens aan een ander | Lauren  | 24     | 9           | 7     | 8          |
| 05    | Meisje van mijn dromen  | Rick    | 23     | 8           | 8     | 7          |

### Semi-finala 2
A doua semi-finala va avea loc pe 27 Septembrie.
| Locul | Cântec                | Artist          | Puncte | Juriu copii | Juriu | Televoting |
| 01    | I dag is veel te kort | Marissa         | 34     | 10          | 12    | 12         |
| 02    | Vandaag               | Roufaida        | 28     | 12          | 9     | 7          |
| 03    | Doe je ding nu        | Delano          | 27     | 9           | 10    | 8          |
| 04    | Geef me mijn dromen   | Teuntje         | 25     | 8           | 7     | 10         |
| 05    | Dansmena              | Paolo & Claudia | 24     | 7           | 8     | 9          |